# Stenelytrana gigas
Stenelytrana gigas är en skalbaggsart som först beskrevs av Leconte 1873.  Stenelytrana gigas ingår i släktet Stenelytrana och familjen långhorningar. Inga underarter finns listade i Catalogue of Life.